# Salmo 80
El salmo 80  es, según la numeración hebrea, el octogésimo salmo del Libro de los salmos de la Biblia. Corresponde al salmo 79 según la numeración de la Biblia Septuaginta griega, empleada también en la Vulgata latina. Por este motivo, recogiendo la doble numeración, a este salmo también se le refiere como el salmo 80 (79).
La Biblia de Jerusalén lo describe como "una oración por la restauración de Israel".

## Texto

### Versión de la Biblia del Rey Jacobo
El siguiente es el texto completo en inglés del Salmo de la Biblia del Rey Jacobo.
Al Músico principal sobre Shoshannim Eduth, Salmo de Asaf.
1. Escucha, Pastor de Israel, tú que guías a José como a un rebaño; tú que moras entre los querubines, resplandece.
2. Delante de Efraín, de Benjamín y de Manasés, despierta tu fuerza, y ven y sálvanos.
3. Haznos volver, oh Dios, y haz resplandecer tu rostro; y seremos salvos.
4. Oh SEÑOR, Dios de los ejércitos, ¿hasta cuándo estarás enojado contra la oración de tu pueblo?
5. Los alimentas con pan de lágrimas; y les diste a beber lágrimas en gran medida.
6. Nos pones por contienda a nuestros vecinos, y nuestros enemigos se ríen entre sí.
7. Haznos volver, oh Dios de los ejércitos, y haz resplandecer tu rostro; y seremos salvos.
8. Tú sacaste una vid de Egipto; echaste fuera las naciones, y la plantaste.
9. Preparaste lugar delante de ella, e hiciste que echara profundas raíces, y llenó la tierra.
10. Las colinas se cubrieron con su sombra, y sus ramas eran como los hermosos cedros.
11. Envió sus ramas al mar, y sus ramas al río.
12. ¿Por qué, pues, has derribado sus vallados, para que todos los que pasan por el camino la arranquen?
13. El jabalí del bosque la asolará, y la fiera del campo la devorará.
14. Vuélvete, te suplicamos, oh Dios de los ejércitos: mira desde el cielo, y mira, y visita esta vid;
15. y la viña que plantó tu diestra, y el sarmiento que tú mismo fortaleciste.
16. Con fuego ha sido quemado, ha sido cortado: perecen a la reprensión de tu rostro.
17. Sea tu mano sobre el varón de tu diestra, sobre el hijo de hombre que tú fortaleciste para ti.
18. Así no nos volveremos atrás de ti: vivificanos, e invocaremos tu nombre.
19. Haznos volver, oh SEÑOR, Dios de los ejércitos, haz resplandecer tu rostro; y seremos salvos.

La siguiente tabla muestra el texto en hebreo del salmo con vocales, junto con el texto en griego koiné en la Septuaginta y la traducción al español de la Biblia del Rey Jacobo. Tenga en cuenta que el significado puede diferir ligeramente entre estas versiones, ya que la Septuaginta y el texto masorético provienen de tradiciones textuales diferentes. En la Septuaginta, este salmo está numerado como Salmo 79.
| #     | Hebreo                                                     | Español | Griego |
| ----- | ---------------------------------------------------------- | --- | --- |
| [ 6 ] | לַמְנַצֵּ֥חַ אֶל־שֹׁשַׁנִּ֑ים עֵד֖וּת לְאָסָ֣ף מִזְמֽוֹר׃                            | (Al músico principal sobre Shoshannimeduth, Un Salmo de Asaf.)                                                      | Εἰς τὸ τέλος, ὑπὲρ τῶν ἀλλοιωθησομένων· μαρτύριον τῷ ᾿Ασάφ, ψαλμὸς ὑπὲρ τοῦ ᾿Ασσυρίου. -                    |
| 1     | רֹ֘עֵ֤ה יִשְׂרָאֵ֨ל ׀ הַאֲזִ֗ינָה נֹהֵ֣ג כַּצֹּ֣אן יוֹסֵ֑ף יֹשֵׁ֖ב הַכְּרוּבִ֣ים הוֹפִֽיעָה׃       | Escucha, oh Pastor de Israel, tú que guías a José como a un rebaño; tú que moras entre los querubines, resplandece. | Ο ΠΟΙΜΑΙΝΩΝ τὸν ᾿Ισραήλ, πρόσχες, ὁ ὁδηγῶν ὡσεὶ πρόβατα τὸν ᾿Ιωσήφ. ὁ καθήμενος ἐπὶ τῶν Χερουβίμ, ἐμφάνηθι. |
| 2     | לִפְנֵ֤י אֶפְרַ֨יִם ׀ וּבִנְיָ֘מִ֤ן וּמְנַשֶּׁ֗ה עוֹרְרָ֥ה אֶת־גְּבוּרָתֶ֑ךָ וּלְכָ֖ה לִישֻׁעָ֣תָה לָּֽנוּ׃ | Antes de que Efraín, Benjamín y Manasés despierten tu poder, ven y sálvanos.                                        | ἐναντίον ᾿Εφραὶμ καὶ Βενιαμὶν καὶ Μανασσῆ ἐξέγειρον τὴν δυναστείαν σου καὶ ἐλθὲ εἰς τὸ σῶσαι ἡμᾶς.          |
| 3     | אֱלֹהִ֥ים הֲשִׁיבֵ֑נוּ וְהָאֵ֥ר פָּ֝נֶ֗יךָ וְנִוָּשֵֽׁעָה׃                             | Vuelve a nosotros, oh Dios, y haz resplandecer tu rostro, y seremos salvos.                                         | ὁ Θεός, ἐπίστρεψον ἡμᾶς καὶ ἐπίφανον τὸ πρόσωπόν σου καὶ σωθησόμεθα.                                        |
| 4     | יְהֹוָ֣ה אֱלֹהִ֣ים צְבָא֑וֹת עַד־מָתַ֥י עָ֝שַׁ֗נְתָּ בִּתְפִלַּ֥ת עַמֶּֽךָ׃                    | Oh Señor, Dios de los ejércitos, ¿hasta cuándo estarás airado contra la oración de tu pueblo?                       | Κύριε ὁ Θεὸς τῶν δυνάμεων, ἕως πότε ὀργίζῃ ἐπὶ τὴν προσευχὴν τῶν δούλων σου;                                |
| 5     | הֶ֭אֱכַלְתָּם לֶ֣חֶם דִּמְעָ֑ה וַ֝תַּשְׁקֵ֗מוֹ בִּדְמָע֥וֹת שָׁלִֽישׁ׃                        | Les alimentas con pan de lágrimas, y les das a beber lágrimas en abundancia.                                        | ψωμιεῖς ἡμᾶς ἄρτον δακρύων; καὶ ποτιεῖς ἡμᾶς ἐν δάκρυσιν ἐν μέτρῳ;                                          |
| 6     | תְּשִׂימֵ֣נוּ מָ֭דוֹן לִשְׁכֵנֵ֑ינוּ וְ֝אֹיְבֵ֗ינוּ יִלְעֲגוּ־לָֽמוֹ׃                     | Tú nos conviertes en una contienda para nuestros vecinos, y nuestros enemigos se ríen entre ellos.                  | ἔθου ἡμᾶς εἰς ἀντιλογίαν τοῖς γείτοσιν ἡμῶν, καὶ οἱ ἐχθροὶ ἡμῶν ἐμυκτήρισαν ἡμᾶς.                           |
| 7     | אֱלֹהִ֣ים צְבָא֣וֹת הֲשִׁיבֵ֑נוּ וְהָאֵ֥ר פָּ֝נֶ֗יךָ וְנִוָּשֵֽׁעָה׃                       | Vuelve a nosotros, oh Dios de los ejércitos, y haz resplandecer tu rostro, y seremos salvos.                        | Κύριε ὁ Θεὸς τῶν δυνάμεων, ἐπίστρεψον ἡμᾶς καὶ ἐπίφανον τὸ πρόσωπόν σου, καὶ σωθησόμεθα. (διάψαλμα).        |
| 8     | גֶּ֭פֶן מִמִּצְרַ֣יִם תַּסִּ֑יעַ תְּגָרֵ֥שׁ גּ֝וֹיִ֗ם וַתִּטָּעֶֽהָ׃                           | Tú sacaste una vid de Egipto; echaste a las naciones y la plantaste.                                                | ἄμπελον ἐξ Αἰγύπτου μετῇρας, ἐξέβαλες ἔθνη καὶ κατεφύτευσας αὐτήν·                                          |
| 9     | פִּנִּ֥יתָ לְפָנֶ֑יהָ וַתַּשְׁרֵ֥שׁ שׇׁ֝רָשֶׁ֗יהָ וַתְּמַלֵּא־אָֽרֶץ׃                          | Tú preparaste lugar delante de ella, y la hiciste echar raíces profundas, y llenó la tierra.                        | ὡδοποίησας ἔμπροσθεν αὐτῆς καὶ κατεφύτευσας τὰς ῥίζας αὐτῆς, καὶ ἐπλήρωσε τὴν γῆν.                          |
| 10    | כָּסּ֣וּ הָרִ֣ים צִלָּ֑הּ וַ֝עֲנָפֶ֗יהָ אַֽרְזֵי־אֵֽל׃                               | Las colinas estaban cubiertas con su sombra, y sus ramas eran como cedros hermosos.                                 | ἐκάλυψεν ὄρη ἡ σκιὰ αὐτῆς καὶ αἱ ἀναδενδράδες αὐτῆς τὰς κέδρους τοῦ Θεοῦ·                                   |
| 11    | תְּשַׁלַּ֣ח קְצִירֶ֣הָ עַד־יָ֑ם וְאֶל־נָ֝הָ֗ר יוֹנְקוֹתֶֽיהָ׃                         | Extendió sus ramas hasta el mar, y sus ramitas hasta el río.                                                        | ἐξέτεινε τὰ κλήματα αὐτῆς ἕως θαλάσσης καὶ ἕως ποταμῶν τὰς παραφυάδας αὐτῆς.                                |
| 12    | לָ֭מָּה פָּרַ֣צְתָּ גְדֵרֶ֑יהָ וְ֝אָר֗וּהָ כׇּל־עֹ֥בְרֵי דָֽרֶךְ׃                          | ¿Por qué has derribado sus setos, para que todos los que pasan por el camino la arranquen?                          | ἱνατί καθεῖλες τὸν φραγμὸν αὐτῆς καὶ τρυγῶσιν αὐτὴν πάντες οἱ παραπορευόμενοι τὴν ὁδόν;                     |
| 13    | יְכַרְסְמֶ֣נָּֽה חֲזִ֣יר מִיָּ֑עַר וְזִ֖יז שָׂדַ֣י יִרְעֶֽנָּה׃                          | El jabalí del bosque lo devasta, y las bestias salvajes del campo lo devoran.                                       | ἐλυμήνατο αὐτὴν ὗς ἐκ δρυμοῦ, καὶ μονιὸς ἄγριος κατενεμήσατο αὐτήν.                                         |
| 14    | אֱלֹהִ֣ים צְבָאוֹת֮ שֽׁ֫וּב־נָ֥א הַבֵּ֣ט מִשָּׁמַ֣יִם וּרְאֵ֑ה וּ֝פְקֹ֗ד גֶּ֣פֶן זֹֽאת׃            | Vuelve, te lo suplicamos, oh Dios de los ejércitos: mira desde el cielo, y contempla, y visita esta vid;            | ὁ Θεὸς τῶν δυνάμεων, ἐπίστρεψον δή, καὶ ἐπίβλεψον ἐξ οὐρανοῦ καὶ ἴδε καὶ ἐπίσκεψαι τὴν ἄμπελον ταύτην       |
| 15    | וְ֭כַנָּה אֲשֶׁר־נָטְעָ֣ה יְמִינֶ֑ךָ וְעַל־בֵּ֝֗ן אִמַּ֥צְתָּה לָּֽךְ׃                       | Y la viña que plantó tu diestra, y el renuevo que tú fortaleciste para ti.                                          | καὶ κατάρτισαι αὐτήν, ἣν ἐφύτευσεν ἡ δεξιά σου, καὶ ἐπὶ υἱὸν ἀνθρώπου, ὃν ἐκραταίωσας σεαυτῷ.               |
| 16    | שְׂרֻפָ֣ה בָאֵ֣שׁ כְּסוּחָ֑ה מִגַּעֲרַ֖ת פָּנֶ֣יךָ יֹאבֵֽדוּ׃                           | Es quemada por el fuego, es cortada: perecen ante la reprensión de tu rostro.                                       | ἐμπεπυρισμένη πυρὶ καὶ ἀνεσκαμμένη· ἀπὸ ἐπιτιμήσεως τοῦ προσώπου σου ἀπολοῦνται.                            |
| 17    | תְּֽהִי־יָ֭דְךָ עַל־אִ֣ישׁ יְמִינֶ֑ךָ עַל־בֶּן־אָ֝דָ֗ם אִמַּ֥צְתָּ לָּֽךְ׃                    | Sea tu mano sobre el hombre de tu diestra, sobre el hijo del hombre a quien fortaleciste para ti.                   | γενηθήτω ἡ χείρ σου ἐπ᾿ ἄνδρα δεξιᾶς σου καὶ ἐπὶ υἱὸν ἀνθρώπου, ὃν ἐκραταίωσας σεαυτῷ·                      |
| 18    | וְלֹֽא־נָס֥וֹג מִמֶּ֑ךָּ תְּ֝חַיֵּ֗נוּ וּבְשִׁמְךָ֥ נִקְרָֽא׃                             | Así que no nos apartaremos de ti: vivifícanos, y invocaremos tu nombre.                                             | καὶ οὐ μὴ ἀποστῶμεν ἀπὸ σοῦ, ζωώσεις ἡμᾶς, καὶ τὸ ὄνομά σου ἐπικαλεσόμεθα.                                  |
| 19    | יְ֘הֹוָ֤ה אֱלֹהִ֣ים צְבָא֣וֹת הֲשִׁיבֵ֑נוּ הָאֵ֥ר פָּ֝נֶ֗יךָ וְנִוָּשֵֽׁעָה׃                   | Vuelve a nosotros, oh Señor, Dios de los ejércitos, haz resplandecer tu rostro, y seremos salvos.                   | Κύριε, ὁ Θεὸς τῶν δυνάμεων, ἐπίστρεψον ἡμᾶς καὶ ἐπίφανον τὸ πρόσωπόν σου, καὶ σωθησόμεθα.                   |

## Comentarios

### De la iglesia católica

#### A todo el salmo
El Salmo 80 refleja una súplica colectiva surgida ante la calamidad que afectó a las tribus del norte de Israel, probablemente en el contexto de la invasión asiria. A diferencia del lamento anterior centrado en la destrucción de Jerusalén y del Templo, este salmo dirige la atención hacia la devastación del reino del Norte. La conciencia de pertenecer al rebaño del Señor se traduce en una invocación a Dios como Pastor, figura que transmite cercanía, guía y cuidado. La estructura del salmo se organiza en tres movimientos marcados por un estribillo reiterado que condensa el anhelo de restauración.
El primer momento expresa una súplica inmediata a la intervención divina; el segundo plantea con franqueza el dolor del pueblo, representado en la imagen de lágrimas como pan cotidiano; el tercero combina la alegoría de la viña —símbolo de Israel como plantación de Dios— con una nueva petición de protección y una afirmación de fidelidad. Esta triple dinámica muestra una progresión desde la invocación, pasando por el lamento, hasta la confianza renovada. Las imágenes de Dios como Pastor y de su pueblo como viña adquieren en el Nuevo Testamento un significado pleno en la figura de Cristo. Jesús retoma y encarna estas metáforas: se presenta como el Buen Pastor que conoce, guía y da la vida por sus ovejas, y como la vid verdadera de la que brota la vida para los que permanecen unidos a Él. Estas conexiones subrayan la continuidad del plan salvífico de Dios y su cumplimiento en Cristo.

#### A los versículos 1-14
En el Salmo 80, la mención de Efraím, Manasés y Benjamín remite a una representación simbólica de las tribus del reino del Norte, con una posible inclusión de Benjamín por su cercanía geográfica y su vínculo parcial con Judá. Esta enumeración sugiere una visión unificada del país desde la perspectiva de Jerusalén, sede del culto y lugar de la presencia divina. Dios es invocado como Pastor, título que expresa su soberanía y cuidado sobre Israel, y que está asociado con su morada sobre los querubines del Arca, símbolo de su presencia en el Santuario.
El clamor «conviértenos» se entiende como una súplica por restauración: una vuelta a la relación anterior con Dios y, posiblemente, un regreso físico del pueblo exiliado a su tierra, segú|n la interpretación del Targum. La expresión «haz brillar tu rostro» apela a una manifestación concreta del favor divino, visible a través de obras de salvación. En esta súplica, se reconoce que la iniciativa para cualquier restauración o liberación parte exclusivamente de Dios. Esta convicción será recogida más adelante por la teología cristiana en su afirmación de que toda justificación del pecador es obra gratuita de Dios, que se adelanta con su gracia a toda respuesta humana.

Cuando en las Sagradas Letras se dice: Convertíos a mí y yo me convertiré a vosotros (Za 1,3), somos advertidos de nuestra libertad; cuando respondemos: Conviértenos, Señor, a ti, y nos convertiremos (Jr 5,21), confesamos que somos precedidos por la gracia de Dios.

#### A los versículos 15-19
En el Salmo 80, la imagen de la vid representa al pueblo de Israel, plantado y cuidado por Dios. Al decir «el hijo que te adoptaste» (v. 16), se destaca la elección especial de Israel como pueblo de Dios, como también lo afirma Oseas 11,1. Algunos textos antiguos, como los Setenta y la Neovulgata, leen aquí «el hijo del hombre», expresión que también aparece en el versículo 18, y que puede referirse tanto al pueblo en su conjunto como a una figura concreta, como un rey.
La frase «el hombre de tu diestra» alude al instrumento escogido por Dios para actuar con poder. Puede interpretarse como una referencia simbólica a Benjamín —nombre que significa «hijo de la derecha»— o a una figura real que representa al pueblo ante Dios. En todos los casos, se subraya que Israel es sostenido por Dios y llamado a cumplir una misión. La fidelidad del pueblo aparece como respuesta a esa elección y auxilio: si Dios restaura a Israel, este promete no apartarse de Él (v. 19). Se establece así una relación clara entre la acción salvadora de Dios y el compromiso del pueblo de permanecerle fiel.

## Contenido
El salmista ora por las tribus de Efraín , Benjamín y Manasés . Estas tribus vivían en el centro de Palestina. El salmo se originó allí o fue escrito en Jerusalén como una súplica por los hermanos del norte. Le pide a Dios, a quien se dirige como el pastor de Israel, que aparezca y restaure al Israel destruido .

En los versículos 4, 8 y 20, se repite un estribillo, solo ligeramente modificado:
“ Señor Dios de Sabaoth , consuélanos de nuevo; deja que tu rostro brille y nos recuperaremos.”

### Numeración de versos
En la Biblia hebrea , el Salmo 80:1 comprende la designación
Al Músico principal sobre Shoshannim Eduth, Salmo de Asaf. ( RV )
De ahí en adelante, los versículos 1 al 19 en las versiones en inglés corresponden a los versículos 2 al 20 en el texto hebreo.

### Versículo 17
Sea tu mano sobre el varón de tu diestra,
Sobre el hijo del hombre a quien Tú fortaleciste para Ti.
Este versículo probablemente alude a Zorobabel , quien regresó a Jerusalén en la primera ola de exilios liberados bajo el decreto de Ciro el Grande en el 538 a.

## Comentario
Este salmo está clasificado como un 'lamento comunitario'. El norte de Israel es su principal preocupación, por lo que puede provenir del período hacia el final del reino del norte, aunque la Biblia de Jerusalén sugiere que "podría aplicarse igualmente bien... a Judá después del saqueo de Jerusalén en 586 a. C. ".
Se han rastreado algunos vínculos con Isaías, con una 'imagen similar de una viña cuyo muro Dios derriba' (Isaías 5:1–7), también con Jeremías y Ezequiel , quienes se refieren a Yahveh como pastor, aunque la frase exacta ' Pastor de Israel' es único en este salmo.
La existencia de un estribillo (versículos 3, 7, 19) es inusual, y los dos primeros marcan las dos primeras partes del salmo, y el resto del salmo forma una sección final. La división es la siguiente:
1. Versículos 1–2: un llamado a Dios en busca de ayuda (estribillo en el Versículo 3)
2. Versículos 4–6: una súplica urgente y una queja por el trato de Dios a su pueblo (estribillo en el Versículos 7)[21]
3. Versículos 8–13: una descripción del cuidado pasado de Dios por Israel (con la figura de la vid aludiendo al Éxodo y la conquista , y la angustia presente)
4. Versículos 14–17: una renovación de la petición con un voto de volver a Dios en el Versículos 18 y una repetición del estribillo en el Versículos 19.[22]

## Usos

### Judaísmo
- Este salmo se recita el tercer día de Pesaj en algunas tradiciones y el segundo día de Sucot en algunas tradiciones.[23][24]

### Iglesia católica
- Este salmo se recita algunos días durante la Cuaresma , como parte de las Laudes (Oración de la Mañana) del Oficio Divino .[25]

- El salmo se canta en la Liturgia de las Horas, el jueves por la mañana de la Semana II.[26]

- Para facilitar la comprensión se le asigna a cada salmo un título en rojo (rúbrica) que no forma parte del salmo.[27] El título del Salmo 80 es Ven, Señor, a visitar tu viña.

### Iglesia anglicana
- En el Libro de Oración Común de la Iglesia de Inglaterra, este salmo está designado para ser leído en la mañana del día 16 del mes.[28]

### Música
- En 1928, Albert Roussel compuso una obra coral basada en una versión inglesa del texto: Salmo 80 (Rossel)[29][30]